# Николаев, Леонид Анатольевич
Леонид Анатольевич Николаев (род. 29 мая 1971, Сеймчан, Магаданская область) — российский государственный деятель, председатель Думы Чукотского автономного округа VII созыва с 20 сентября 2024 года, глава Анадыря (административного центра Чукотского автономного округа) с 8 сентября 2019 по 18 сентября 2024 года.

## Биография
Леонид Николаев родился в пос. Сеймчан, Среднеканского района Магаданской области.
После службы в рядах Советской Армии, окончил Международный педагогический университет в Магадане по специальности «История». Работал учителем истории в школах Магаданской области.
В 2000 году с отличием окончил Санкт-Петербургский университет МВД России по специальности «Юриспруденция».
В 2006 году защитил диссертацию в Государственном университете управления и получил учёную степень – кандидат экономических наук.

### Карьера
- 1996—1999 гг. — работа в Администрации города Магадан главным специалистом по делам молодёжи, а затем Председателем Комитета по делам молодёжи.
- 1999—2008 гг. — работа в органах исполнительной власти Чукотского автономного округа на различных должностях.
- 2008—2013 гг. — глава муниципального образования Билибинский муниципальный район.
- 2013—2015 гг. — заместитель Губернатора – Председателя Правительства, начальник Департамента сельскохозяйственной политики и природопользования Чукотского автономного округа.
- 2015—2019 гг. — первый заместитель Губернатора – Председателя Правительства, начальник Департамента промышленной и сельскохозяйственной политики Чукотского автономного округа.

С апреля 2019 года – исполняющий обязанности главы администрации городского округа Анадырь.
На выборах 8 сентября 2019 года был избран на должность Главы городского округа Анадырь – Главы Администрации городского округа Анадырь.
8 сентября 2024 года одержал победу на дополнительных выборах в Думу Чукотского автономного округа, по Западному избирательному округу. 20 сентября 2024 года, на очередном заседании Думы Чукотского АО депутаты приняли ряд кадровых изменений — смену председателя парламента и одного из его заместителей. В ходе этого новым руководителем единогласно был избран Леонид Николаев.

## Личная жизнь
Женат, имеет дочь.